# Barbu souci-col
Psilopogon armillaris
Espèce
Statut de conservation UICN

 LC  : Préoccupation mineure
Le Barbu souci-col (Psilopogon armillaris, anciennement Megalaima armillaris) est une espèce d'oiseaux de la famille des Megalaimidae (sous-famille des Megalaiminae), endémique d'Indonésie.

## Liste des sous-espèces
D'après la classification de référence (version 5.2, 2015) du Congrès ornithologique international, cette espèce est constituée des deux sous-espèces suivantes (ordre phylogénique) :
- Psilopogon armillaris armillaris (Temminck, 1821) : à Java
- Psilopogon armillaris baliensis (Rensch, 1928) : à Bali

## Galerie

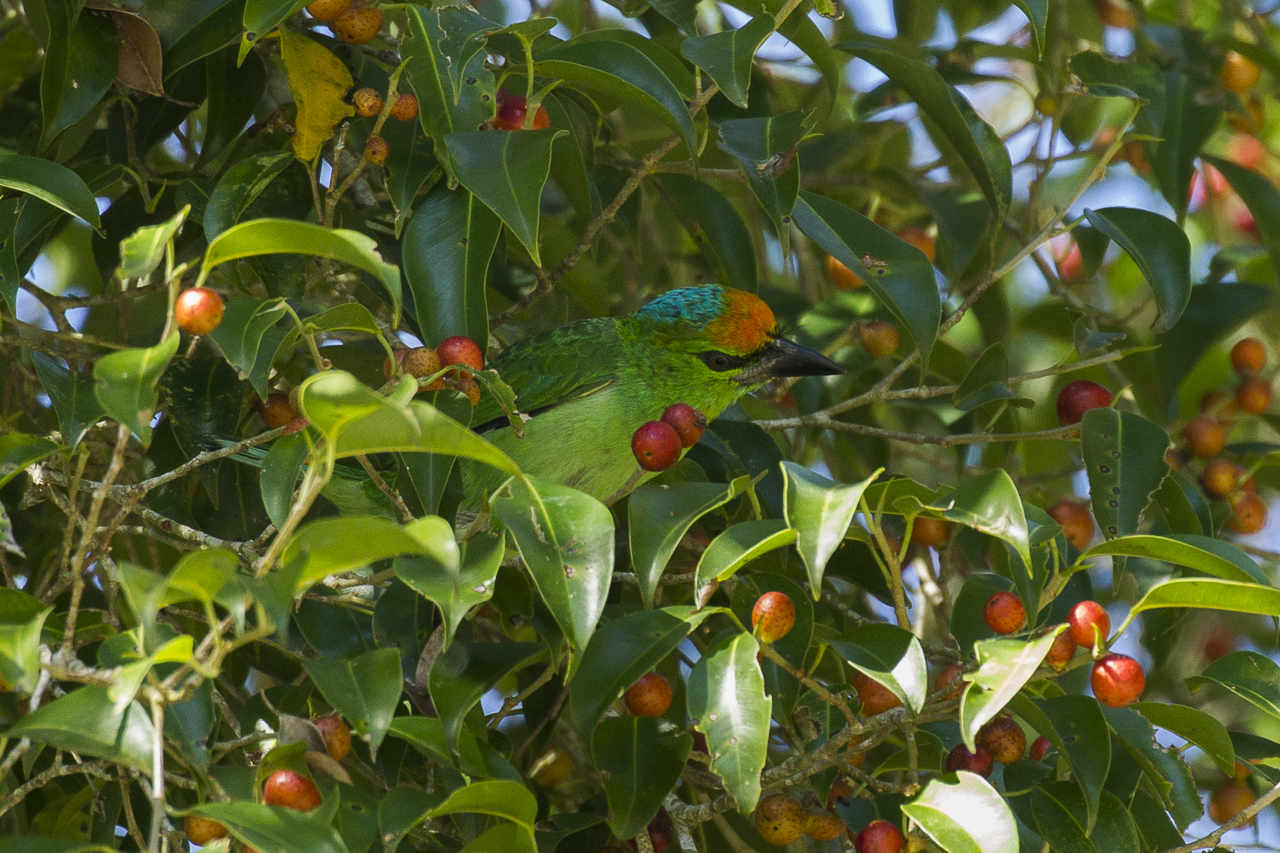
Individu dans le jardin botanique de Bali.